# Roberto Fortes
Pour les articles homonymes, voir Fortes.
Roberto Fortes, né le 9 novembre 1984, est un joueur angolais de basket-ball. Il évolue au poste d'arrière.

## Carrière
Il remporte la médaille d'or des Jeux africains de 2015.